# Raoul Stojsavljevic
Raoul Stojsavljevic (ur. 28 lipca 1887 w Innsbrucku, zm. 2 września 1930 koło Garmisch-Partenkirchen) – wojskowy z armii austro-węgierskiej, major, pilot, as myśliwski z okresu I wojny światowej.

## Życiorys
Urodził się 29 lipca 1887 w Innsbrucku. Jego ojciec był zawodowym oficerem, który pochodził z Chorwacji, a jego matka była rodowitą mieszkanką Tyrolu. Uczęszczał do gimnazjum wojskowej, a następnie wstąpił do Akademii Wojskowej w Wiener-Neustadt, którą ukończył w dniu 1 września 1908 roku i został wcielony do Dolnoaustriackiego Batalionu Strzelców Polnych Nr 21 w Bruck an der Mur. W batalionie dowodził kompanią, a w 1911 roku został instruktorem narciarskim w Komendzie 3 Korpusu.
14 kwietnia 1913 roku wstąpił na ochotnika do tworzącego się lotnictwa i rozpoczął szkolenie powietrzne w szkole lotniczej w Wiener-Neustadt, które ukończył, otrzymując 2 lipca 1913 roku certyfikat pilota nr 114. 7 kwietnia 1914 roku został oficjalnie oficerem wojskowym w składzie Fliegerkompagne (FliK) 1.
Po wybuchu I wojny światowej wraz z eskadrą Flik 1 trafił front na terenie Galicji, gdzie prowadził loty rozpoznawcze, pod koniec listopada 1914 roku został przeniesiony do eskadry Flik 13, gdzie był starszym pilotem i zastępcą dowódcy eskadry. W dniu 16 lutego 1915 roku w czasie swojego 49 lotu bojowego na rozpoznanie, w czasie zamieci śnieżnej został zmuszony do lądowania na terenie zajętym przez wojska rosyjskie i po spaleniu samolotu dostał się do niewoli. W niewoli rosyjskiej przebywał tylko 6 dni, a po ucieczce ukrywał się przez cztery miesiące na terenie Lwowa, do czasu zajęcia tego miasta przez wojska austro-węgierskie w dniu 22 czerwca 1915 roku.
Po odzyskaniu wolności, został wysłany na teren Tyrolu, gdzie był początkowo w eskadrze Flik 17, a następnie w eskadrze Flik 16 w Villach, w grudniu 1915 roku został dowódcą tej ostatniej eskadry. Rozpoczął wtedy loty rozpoznawcze na froncie włoskim. W czasie tych lotów, latając jako pilot w dwumiejscowym samolocie rozpoznawczym Hansa-Brandenburg C.I, zestrzelił cztery samoloty przeciwnika.
W celu podniesienia swoich umiejętności Stojsavljevic został przeniesiony w lutym 1917 roku do eskadry myśliwskiej Flik 34, gdzie został przeszkolony do lotów na samolotach myśliwskich Hansa-Brandenburg D.I. W dniu 13 lutego 1917 roku zestrzelił piąty samolot wroga, pilotując samolotem myśliwskim Hansa-Brandenburg D.I, otrzymując oficjalne miano asa myśliwskiego. W maju 1917 roku został oddelegowany na staż do niemieckiej eskadry Jasta 6 walczącej na froncie francuskim w rejonie Cambrai.
Po odbyciu stażu został dowódcą eskadry Flik 16, która brała udział w walkach na froncie włoskim, zajmując się rozpoznaniem, a także zwalczaniem samolotów rozpoznawczych przeciwnika. Był on jedynym z pierwszym pilotów lotnictwa austro-węgierskiego, który zastosował aparat fotograficzny do robienia zdjęć rozpoznawczych w czasie lotów z dużą prędkością. W tym czasie zestrzelił kolejnych pięć samolotów przeciwnika, ostatni w dniu 21 listopada 1917 roku.
W dniu 18 stycznia 1918 roku w czasie lotu rozpoznawczego jego samolot został zaatakowany, a on sam otrzymał postrzał w nogę, pomimo rany udało mu się wylądować. Poddano go leczeniu i w październiku 1918 roku powrócił on do służby i został instruktorem lotniczym w szkole lotniczej w Winner-Neustadt, gdzie pełnił służbę do końca I wojny światowej.
Po zakończeniu wojny odmówił przyjęcia zaproszenia do wstąpienia do wojsk lotniczych nowo utworzonego państwa jugosłowiańskiego i stał się obywatelem Republiki Austrii, początkowo służył w jednostce lotniczej w Volkswehr, a następnie w policji. Po zakończeniu służby wojskowej próbował prowadzić linię lotniczą na trasie biegu Wiedeń – Budapeszt, jednak Komisja Kontroli Aliantów nie wydała jednak zgody na jej działalność. W 1922 roku powtórnie wstąpił do wojska, zostając dowódcą 12 pułku strzelców alpejskich w Innsbrucku, a potem uczestniczył w budowie nowego lotniska w Innsbrucku. W 1927 roku ostatecznie wystąpił z wojska i założył firmę transportu lotniczego, a w 1928 roku jego firma weszła w skład austriackich linii lotniczych ÖLAG, a on sam był pilotem tych liniach lotniczych.
W dniu 2 września 1930 zginął w wypadku lotniczym, gdy w czasie lotu pilotowany przez niego samolot Junkers F 13, po awarii w gęstej mgle uderzył w zbocze góry Krottenkopf północ od Garmisch-Partenkirchen.
Został pochowany z honorami wojskowymi na cmentarzu Westfriedhof w Innsbrucku.

## Awanse
- podporucznik (Leutnant) (18 sierpnia 1908)
- porucznik (Oberleutnant) (1 maja 1913)
- kapitan (Hauptmann) (1 września 1915)
- major (Major) (1918)

## Ordery i odznaczenia
- Krzyż Kawalerski Orderu Leopolda (1918)
- Order Żelaznej Korony kl. III (20.06.1916)
- Krzyż Zasługi Wojskowej z dekoracją wojskową i mieczami (19.07.1915)
- Złoty Medal za Odwagę (1918)
- Brązowy Medal za Odwagę (11 sierpnia 1914)
- Krzyż Żelazny kl. I (1918)
- Krzyż Żelazny kl. II (28.05.1915)